# José Antonio Martínez Gil
José Antonio Martínez Gil (La Palma del Condado, provincia de Huelva, 12 de febrero de 1993) es un futbolista español que juega como defensa en el Yunnan Yukun F. C. de la Superliga de China.

## Trayectoria
Comenzó su formación como futbolista en el fútbol base del C. D. Alcalá hasta el año 2013, que pasó a jugar para el Sevilla Atlético y con el que consiguió el ascenso a la Segunda División con el cuadro sevillano al final de la temporada 2015-16.
Tras recibir ofertas de diversos clubes españoles, el F. C. Barcelona hizo oficial su fichaje para el filial de Gerard López, firmando un contrato hasta junio de 2018. Al término de la temporada 2016-17, volvió a ascender a la Segunda División.
Tras el descenso de categoría a Segunda B en la temporada 2017-18, fichó por la S. D. Eibar, que lo cedió al Granada C. F. una temporada. En agosto de 2019 volvió a ser cedido otra temporada al conjunto nazarí.
Después de iniciar la temporada 2020-21 con el conjunto armero, aunque sin llegar a jugar algún partido, en diciembre de 2020 se hizo oficial su marcha al F. C. Dallas estadounidense. Allí estuvo tres años y en enero de 2024 regresó a España para jugar en el Córdoba C. F., donde estuvo doce meses antes de rescindir su contrato en enero de 2025. Entonces se fue a China y fichó por el Yunnan Yukun F. C.

## Clubes
| Club                   | País           | Año       | Partidos | Goles |
| ---------------------- | -------------- | --------- | -------- | ----- |
| C. D. Alcalá           | España         | 2013-2014 | 3        | 0     |
| Sevilla Atlético       | España         | 2014-2016 | 50       | 1     |
| F. C. Barcelona "B"    | España         | 2016-2018 | 56       | 1     |
| S. D. Eibar            | España         | 2018-2020 | 0        | 0     |
| Granada C. F. (cedido) | España         | 2018-2020 | 60       | 1     |
| F. C. Dallas           | Estados Unidos | 2021-2023 | 78       | 1     |
| Córdoba C. F.          | España         | 2024-2025 | 21       | 1     |
| Yunnan Yukun F. C.     | China          | 2025-     | 1        | 0     |